# Xarrues

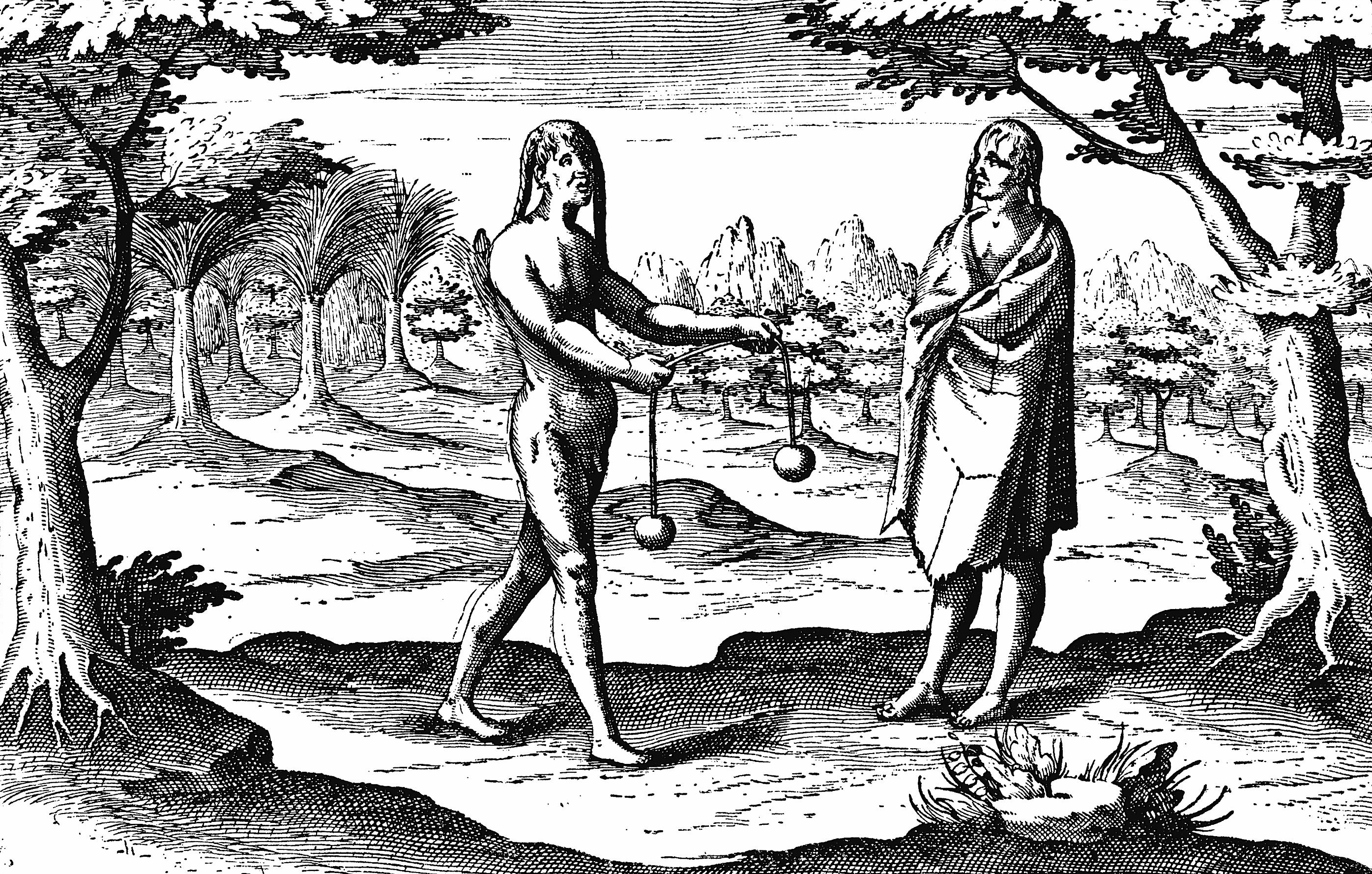
El poble xarrua, per Hendrick Ottsen (1603).

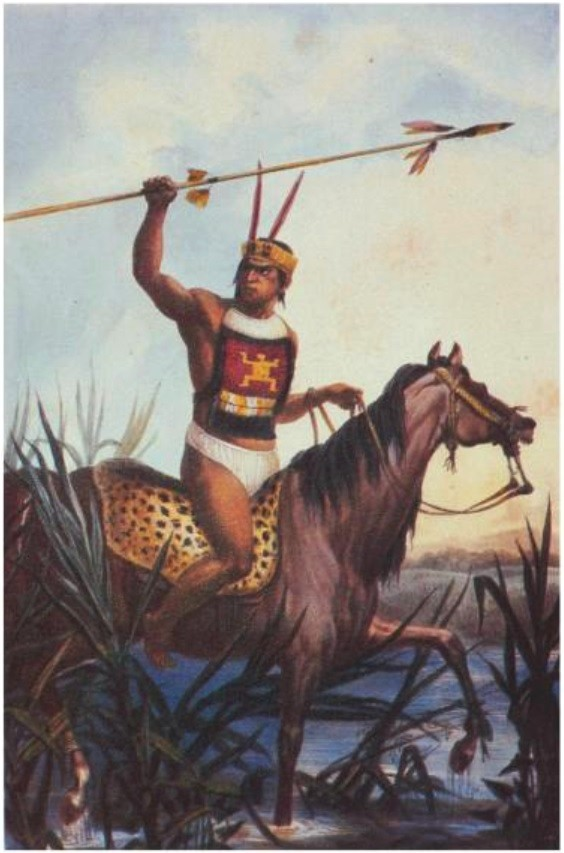
Un guerrer xarrua.

Els xarrues o poble xarrua era una ètnia ameríndia originària de les pampes i establerta sobre la conca del Riu de la Plata, a l'àrea que avui pertany als departaments uruguaians de Rocha, Maldonado, Canelones i Montevideo. El poble xarrua estava relacionat amb el chaná, localitzat més al sud.
Durant temps es va atribuir al poble xarrua l'autoria de l'assassinat de l'explorador colonial espanyol Juan Díaz de Solís el 1515, durant el seu viatge pel Riu de la Plata. En arribar els colonitzadors europeus, el poble xarrua va ser exterminat llevat d'una petita proporció que va ser integrada de forma progressiva a la societat colonial espanyola.
El 1831 la major part del poble xarrua va ser exterminat durant el conflicte armat de Salsipuedes, liderat per un grup comandat pel nebot del primer president uruguaià Fructuoso Rivera, Bernabé Rivera. Tan sols uns pocs van arribar a fugir i quatre van ser deportats cap a França dos anys després i exhibits com si fossin animals. L'últim xarrua, Tacuabé, formaria part d'aquest grup representat en el monument erigit a Montevideo en memòria del poble.
Els xarrues, com els inques o els guaranís, practicaven un joc de pilota precursor dels actuals jocs de pilota a mà.

## Llengua
Hi havia moltes llengües xarrues relacionades. Pel que fa a la relació de la llengua xarrua amb altres grups lingüístics d'Amèrica del Sud existeixen diferents teories. S'ha proposat que podria existir relació de les llengües xarrues amb les llengües arawak (Perea i Alonso, 1937), amb les llengües matacoanes (Ferrario), amb les llengües lule-vilela (Rona, 1964) i amb les llengües guaicurú (Suárez, 1974).

## Herència cultural
Amb el pas del temps, la paraula "xarrua" va adquirir pels uruguaians noves connotacions de valor, de força, de feresa, d'orgull guerrer, de victòria bèl·lica traslladada a gesta esportiva, de la mateixa forma que la paraula araucà per a Xile o asteca per a Mèxic. En el subconscient uruguaià, la tribu indígena allunyada de la complexitat i del desenvolupament d'altres civilitzacions precolombines va adoptar trets mítics.
Segons el periodista i investigador Luis Prats, l'expressió "coratge xarrua" (en castellà: garra charrúa) va començar a utilitzar-se a partir d'un campionat sud-americà de futbol celebrat a Lima, el 1935, guanyat per la selecció de futbol de l'Uruguai. La selecció uruguaiana va arribar amb un equip de "veterans" de l'època olímpica i de la Copa del Món de futbol de 1930, però tot i així va aconseguir la victòria sobre la resta dels equips.